# 谷在家
谷在家（やざいけ）は、東京都足立区西部の地名。現行行政地名は谷在家一丁目から三丁目。住居表示実施済み。

## 地域
足立区西部に位置し、東京都道318号環状七号線（環七通り）からは奥まった場所に位置する。町域を東西に分断する形で東京都道58号台東川口線（尾久橋通り）が南北に走り、尾久橋通りの東側が谷在家一丁目、西側の南部が谷在家二丁目、西側北部が谷在家三丁目である。
隣接する地域は、北は皿沼および西伊興、東は西新井、南は江北、西は鹿浜。

## 地名
地名の由来は諸説あり定かでない。一説によればこの地域は、かつて存在していた「谷田川」の流路跡の「谷」に、開拓期に植民した人々が家を構え（在家）、このことが発端となり「谷在家」の地名が付けられたという。他には、真言宗本山金剛峯寺のお膝元である高野山の谷に住んでいた「在家（出家していない山内に住む信者）」が移り住んだため「谷在家」と呼ばれるようになったという説がある。

## 世帯数と人口
2025年（令和7年）1月1日現在（足立区発表）の世帯数と人口は以下の通りである。
| 丁目         | 世帯数    | 人口    |
| ------------ | --------- | ------- |
| 谷在家一丁目 | 1,000世帯 | 1,940人 |
| 谷在家二丁目 | 919世帯   | 1,694人 |
| 谷在家三丁目 | 1,330世帯 | 2,338人 |
| 計           | 3,249世帯 | 5,972人 |

### 人口の変遷
国勢調査による人口の推移。
| 年                 | 人口  |
| ------------------ | ----- |
| 1995年（平成7年）  | 4,647 |
| 2000年（平成12年） | 5,054 |
| 2005年（平成17年） | 5,381 |
| 2010年（平成22年） | 5,970 |
| 2015年（平成27年） | 5,903 |
| 2020年（令和2年）  | 6,084 |

### 世帯数の変遷
国勢調査による世帯数の推移。
| 年                 | 世帯数 |
| ------------------ | ------ |
| 1995年（平成7年）  | 1,656  |
| 2000年（平成12年） | 1,948  |
| 2005年（平成17年） | 2,160  |
| 2010年（平成22年） | 2,615  |
| 2015年（平成27年） | 2,684  |
| 2020年（令和2年）  | 3,052  |

## 学区
区立小・中学校に通う場合、学区は以下の通りとなる（2023年4月時点）。なお、足立区では学校選択制度を導入しており、区内全域から選択することが可能。ただし、小学校に関しては、2018年（平成30年）度から学区域または学区域に隣接する学校のみの選択になる。
| 丁目         | 番地     | 小学校                 | 中学校                   |
| ------------ | -------- | ---------------------- | ------------------------ |
| 谷在家一丁目 | 全域     | 足立区立鹿浜第一小学校 | 足立区立西新井中学校     |
| 谷在家二丁目 | 全域     | 足立区立鹿浜第一小学校 | 足立区立鹿浜菜の花中学校 |
| 谷在家三丁目 | 1〜19番  | 足立区立鹿浜第一小学校 | 足立区立鹿浜菜の花中学校 |
| 谷在家三丁目 | 20番以降 | 足立区立鹿浜第一小学校 | 足立区立加賀中学校       |

## 事業所
2021年（令和3年）現在の経済センサス調査による事業所数と従業員数は以下の通りである。
| 丁目         | 事業所数  | 従業員数 |
| ------------ | --------- | -------- |
| 谷在家一丁目 | 77事業所  | 537人    |
| 谷在家二丁目 | 47事業所  | 429人    |
| 谷在家三丁目 | 92事業所  | 761人    |
| 計           | 216事業所 | 1,727人  |

### 事業者数の変遷
経済センサスによる事業所数の推移。
| 年                 | 事業者数 |
| ------------------ | -------- |
| 2016年（平成28年） | 191      |
| 2021年（令和3年）  | 216      |

### 従業員数の変遷
経済センサスによる従業員数の推移。
| 年                 | 従業員数 |
| ------------------ | -------- |
| 2016年（平成28年） | 1,550    |
| 2021年（令和3年）  | 1,727    |

## 交通

### 鉄道
- 東京都交通局

日暮里・舎人ライナー：谷在家駅・西新井大師西駅

### 路線バス
- 都営バス

里48：谷在家二丁目/谷在家一丁目
- 東武バスセントラル

西01：西新井大師西駅/谷在家二丁目/谷在家一丁目/谷在家団地
西07：谷在家/谷在家公園
西05はるかぜ：西新井中学校前/西新井大師西駅/東京北部病院前
- 国際興業バス

赤23・赤23-3：西新井大師西駅/谷在家二丁目（赤羽駅方向のみ）

### 道路
- 東京都道58号台東川口線（尾久橋通り）

## 施設
保育・教育
- 谷在家保育園
- 足立区立鹿浜第一小学校

公園
- みだまえ公園
- 谷在家公園

## 史跡
寺院
- 本応寺
- 清徳寺

神社
- 赤城神社
- 瘡守神社

## 歴史
江戸時代初頭の谷在家地域は、現在の谷在家南部から江北一丁目および扇三丁目辺りを領域としていた高野村の一部であり、検地帳や地図に「谷在家」の名称は見られない。「谷在家」の名称が登場するのは、1678年（延宝6年）の賦役負担に反対する訴状に書かれた「谷在家村」の記述が最初である。この当時は、まだ高野村の構成集落の一つという位置づけであった。1869年（明治2年）に高野村が小菅県の管轄となった際に谷在家村は一つの独立した村となり、その後は大区小区制施行や郡区町村編制法の実施などで所属する地方自治体や名称はめまぐるしく変遷するが、1888年（明治21年）の市制町村制施行により谷在家は江北村の大字となり、「東京府南足立郡江北村大字谷在家」となった。
1932年（昭和7年）に東京府構成5郡80か町村が東京市へ編入され南足立郡が足立区へ発展的解消を経ると、江北村も解体され大字谷在家は谷在家町となった。1971年（昭和46年）の住居表示実施により、谷在家町と周辺諸町（上沼田町、西新井町、高野町）の一部区域をもって谷在家一丁目および谷在家二丁目が設置され、1975年（昭和50年）の住居表示実施で谷在家町と周辺諸町（北鹿浜町、上沼田町、加賀皿沼町）の一部区域から谷在家三丁目が形成された。これら旧諸町はそれぞれが多くの飛地を有し、境界線も複雑に入り組んでいたが、当該地区で最も構成面積が大きかった地域が谷在家町であり、住居表示実施による町名も「谷在家」とされた。

### 年表
- 1889年5月1日 - 東京府南足立郡谷在家村が周辺の村と合併し、江北村が誕生。南足立郡江北村大字谷在家となる。
- 1932年10月1日 - 南足立郡が東京市足立区となり、大字谷在家は谷在家町となる。
- 1971年5月1日 - 谷在家町・高野町・上沼田町・西新井町の一部に住居表示が実施され、谷在家一・二丁目が設置される。また同日、谷在家町の一部に住居表示が実施され、江北六丁目・西新井七丁目に編入される。
- 1975年7月1日 - 谷在家町・高野町・上沼田町・北鹿浜町・加賀皿沼町の一部に住居表示が実施され、谷在家一・二丁目の範囲が広がると同時に、谷在家三丁目が設置される。また同日、谷在家町の一部に住居表示が実施され、皿沼二丁目に編入される。
- 1987年10月10日 - 谷在家町の残存地域に住居表示が実施され、西伊興一丁目に編入される。この時点で谷在家町として存続していたのはごく狭小な飛地のみで、現・西伊興一丁目17番街区の一部にあたる。

## その他

### 日本郵便
- 郵便番号 : 123-0863[3]（集配局 : 足立西郵便局[16]）。